# Корреос (закрытая станция метро, Барселона)
Корреос (кат. Correos) — закрытая станция Барселонского метрополитена, расположенная на перегоне "Жауме I" — "Барселунета" линии 4. 
Станция эксплуатировалась с 1934 по 1972 годы на ответвлении линии "Гран-Метро-де-Барселона" "Араго — Корреос".

## История
Станция была открыта 20 февраля 1934 года в составе продления ответвления линии "Гран-Метро-де-Барселона" на один перегон от станции "Араго" (ныне "Пасеч-де-Грасиа"), и до своего закрытия была конечной на данном ответвлении. Станция располагалась под улицей Виа Лайетана (кат. Via Laietana), как раз около здания почтамта Барселоны.

## Закрытие станции
Станция была закрыта (и впоследствии полностью выведена из эксплуатации) 20 марта 1972 года в связи со слишком близким расположением к тогда ещё строящейся станции "Барселунета", запланированной к строительству в 1966 году, когда был принят план о строительстве линии 4 на базе уже существовавшего ответвления линии "Гран-Метро-де-Барселона" "Араго — Корреос".

## Нынешнее состояние
Платформу станции можно разглядеть, проезжая перегон "Жауме I" — "Барселунета" при следовании поезда в сторону последней.Несмотря на то, что станция практически полностью заброшена, основные конструкции платформы и элементы декора сохранились. На стенах также можно разглядеть плакаты с рекламой тех времён, а также агитационные плакаты 1971 года.
Выходы со станции на улице Лайетана заколочены металлическими решётками.